# Podospora xerampelina
Podospora xerampelina är en svampart som tillhör divisionen sporsäcksvampar, och som beskrevs av Nils G. Lundqvist. Podospora xerampelina ingår i släktet Podospora, och familjen Lasiosphaeriaceae. Arten är reproducerande i Sverige.